# Carolina Urrejola
Carolina Urrejola Scantlebury (Santiago, 8 de mayo de 1974) es una periodista chilena.

## Biografía
Urrejola es hija de la destacada periodista Patricia Scantlebury Elizalde y sobrina de Marcia Scantlebury (exmiembro del MIR y exdirectora de TVN en el primer periodo de Michelle Bachelet). Su padre estudió derecho pero nunca ejerció; fue gerente de la Mutual de Seguridad.
Estudió en el colegio Villa María y después ingresó a periodismo en la Universidad Diego Portales.
Estando en 1994 en su segundo año universitario y con 20 años de edad es madre por primera vez. Al constatar su embarazo se casa con el padre, relación que sostienen por seis años.

## Carrera profesional
En 1995, formó parte del proyecto El desembarco de los ángeles en Radio Concierto, un proyecto poético radial liderado por Cristián Warnken. Inició su carrera en la televisión en 2002 en El interruptor del canal de cable Vía X, junto a José Miguel Villouta, donde estuvo diez meses de los cuales cinco fue conductora.
TVN la contrató en junio de 2003 para ser conductora de la edición matinal de 24 Horas junto al periodista Mauricio Bustamante. Cuando Amaro Gómez Pablos dejó Medianoche para conducir la edición central, Urrejola pasó a conducir el espacio nocturno en 2004; ese mismo año animó también el programa político 2 + 2 son cinco.
Después se cambió a Canal 13, donde junto a Iván Valenzuela condujo el programa en En boca de todos desde el 31 de enero de 2005 hasta el 13 de marzo de 2009. Además, en dicho canal, ha trabajado en los programas Flor de país, La cultura bicentenario, Recomiendo Chile, Sábado de reportajes (junto a Ramón Ulloa y Antonio Quinteros) y el programa de conversación-debate en Canal 13C En contexto de la misma estación televisiva. Hasta abril de 2009, coanimó en el programa vespertino El país de las maravillas junto a Ignacio Franzani en Radio Zero. A partir del 16 de marzo de 2009 es la conductora del noticiario vespertino Teletarde (luego llamado Teletrece Tarde).
A lo largo de su carrera, ha sido el principal rostro de los programas Réquiem de Chile, Biografías, Annonimos; además, en 2011 condujo del primer documental ciudadano sobre el terremoto del 27 de febrero, Yo estuve ahí.
Publicó en 2010 el libro Chilenas, prologado por Michelle Bachelet, en el que entrevista a 10 mujeres poderosas.
El martes 4 de septiembre de 2012 tuvo un polémico episodio cuando entrevistaba al alcalde de la comuna de Independencia, Antonio Garrido, quien le dijo que era atea y que se la iba a llevar el "cuco".
El 19 de septiembre de 2012, se convirtió en la locutora oficial del Ejército de Chile en la Parada Militar, convirtiéndose así en la primera mujer en hacerlo, reemplazando a Javier Miranda.
Ha conducido en Play FM el programa Mapa Play y Conexión Tele13, "Protagonistas" y "Siempre es Hoy" (Podcast) en Tele13 Radio.
El 29 de diciembre de 2017 dejó las pantallas de Canal 13 tras nueve años del noticiario Tele13 Tarde, para dedicarse, a partir de 2018, por completo a su trabajo en Tele13 Radio.
En 2020 retornó a T13 Tarde en televisión para remplazar a Mónica Pérez y copresentar con Iván Valenzuela.
En abril de 2022, anunció su salida de Canal 13 tras 17 años en la estación, para emigrar a la señal de televisión por cable Vía X, aunque confirmó que seguiría en Tele13 Radio del mismo conglomerado. Es la voz en off oficial del LXII Festival Internacional de la Canción de Viña del Mar. Dos años más tarde dejó T13 Radio para liderar CNN Chile Radio, junto a Fernando Paulsen.

## Vida personal
En 2011, a los 36 años, se casó con el periodista de cultura Mauricio Jürgensen, con quien tuvo dos hijos. Se separaron en 2020.